# Klaffmoose
Die Andreaeaceae oder Klaffmoose sind eine Familie der Moose. Sie bilden eine eigene Unterklasse innerhalb der Klasse Andreaeopsida.

## Merkmale
Das Protonema der Klaffmoose sind lappig bis bandförmig. Es ist mit einzellreihigen Fäden am Untergrund befestigt. Der Bau des Gametophyten ähnelt im Wesentlichen dem der Bryopsida. Es sind meist kleine, schwärzliche bis rötliche Moose. Die Blätter sind rippenlos, seltener besitzen sie welche.
Die männlichen Gametangien (Antheridien) stehen auf langen Stielen aus zwei Zellreihen und besitzen drei Längsrinnen. Die Öffnung erfolgt wie bei den Sphagnopsida ohne Kappe.
Die Kapsel des Sporophyten besitzt ebenfalls Eigentümlichkeiten: Die Kapsel wird bei Andreaea nicht durch einen Stiel (Seta) emporgehoben, sondern wie bei den Sphagnopsida durch ein Pseudopodium, ein Gebilde des Gametophyten. Das Archespor überwölbt die Columella. Die Kapsel öffnet sich mit vier Längsrissen (selten mit einem oder sechs); von daher haben sie auch den Namen Klaffmoose. Diese Öffnungsweise erinnert an die Lebermoose.

## Vorkommen
Die Andreaeaceae sind felsbewohnende, akrokarpe, kalkscheue Moose.  Sie sind weltweit verbreitet und kommen vor allem in Gebirgen sowie arktischen und antarktischen Gebieten vor.

## Systematik
Die Andreaeaceae sind neben den ebenfalls eine eigene Unterklasse bildenden Andreaeobryaceae die einzige Familie der Andreaeopsida. Die Gruppe steht sehr isoliert. Die Anzahl der Gattungen schwankt je nach Autor zwischen einer und vier, hier nach werden drei unterschieden:
- Andreaea ist die größte Gattung mit weltweit rund 90 Arten, davon 10 in Europa.
- Achroschisma wilsonii, eine monotypische Gattung aus Neuseeland und Südamerika
- Bicosta fuegiana, eine monotypische Gattung aus dem südlichen Südamerika